# Spindalis nigricephala
Spindalis nigricephala là một loài chim trong họ Thraupidae.